# Arthur Cavalcante
Arthur Cavalcante (Arapiraca, 6 de maio de 1989) é um escritor e professor brasileiro. É autor da trilogia Mestre de Guerreiro, do romance Labirinto de Escombros, e de outros contos.

## Biografia
Arthur Cavalcante nasceu em Arapiraca, em 6 de maio de 1989. Se graduou em Design de Animação, fez mestrado em Comunicação e doutorado em Escrita Criativa. Apesar da aparente diferença das áreas, todas foram permeadas pela pesquisa sobre narrativas. Na graduação, defendeu o TCC com o curta Um dia Comum e no mestrado fez a pesquisa Uma análise do filme 'O Rei Leão': o direcionamento a múltiplos espectadores. Na pesquisa, analisou o filme O Rei Leão em seu caráter formal a partir do roteiro baseado na narrativa clássica hollywoodiana, montagem e dublagem. No doutorado em andamento, faz pesquisa sobre um tema que já desenvolve em Mestre de Guerreiro: entre a coroa e flecha: o Guerreiro (folguedo).
Atualmente é professor do IFRN campus Cidade Alta, ministrando aulas de escrita criativa, roteiro cinematográfico, edição de vídeo e princípios da animação digital.
Em 2020, inaugurou o selo FOLK, que traz publicações via financiamento coletivo.

## Influências
O autor escreve bastante sobre as manifestações folclóricas de Alagoas. O estado é o segundo menor da federação, mas carrega o maior número de folguedos do Brasil. O Auto de Guerreiros é especialmente abordado em seus romances. Nos contos, no entanto, os temas são diversos e fogem do aspecto folclórico. 
Mestre de Guerreiro: entre a coroa e a flecha é o primeiro volume de uma trilogia. O romance dramatiza o Guerreiro. No original, esta manifestação folclórica possui horas de duração e o romance foi o modo que o autor encontrou para divulgar a cultura  
A obra de 2020, Labirinto de Escombros, é um drama contemporâneo que tangencia o Auto de Guerreiros, incluindo-o numa narrativa existencial e reflexiva. Em outras palavras, se Entre a Coroa e Flecha trouxe uma alta fantasia com caráter mais clássico, o drama contemporâneo brinca muito mais com o meio de expressão (metalinguagem do fazer literário, intertextualidade com literatura e cinema, histórias dentro de histórias, quebra da quarta-parede).

## Obras
Mestre de Guerreiro: entre a coroa e a flecha
O romance é uma alta fantasia baseada no folclore alagoano, e o primeiro volume de uma trilogia. Ao juntar elementos do folclore nacional e da história indígena com elementos épicos de batalha, reinados e disputas de poder, acompanhamos a história do jovem Simão, filho do Mestre de Guerreiro e que sonha entrar no maior grupo dedicado à proteção do reino: a Hierarquia. Com a morte da mãe, o pai o desilude desse propósito e vinte anos depois, Simão ainda guarda consigo a mágoa e o desprezo. Com o líder indígena planejando o ataque ao Reino de Guerreiros, Simão presencia o assassinato do pai e assume o posto de Mestre em seu lugar. Carregando a responsabilidade de ser o novo Mestre de Guerreiro, Simão precisa entender que o futuro de milhares de pessoas requer o sacrifício que ele mais teme: se tornar exatamente como seu falecido pai
Labirinto de Escombros
Um guia de turismo e seu cliente estão perdidos num bosque, sem comunicação com o resgate. Juntando esforços para encontrar a saída, os dois se veem imersos em relatos pessoais que os fazem se esquecer do mundo a sua volta. Enquanto o cliente, Soren, narra trechos de uma enciclopédia que traz consigo, o guia detalha o que aconteceu na última operação de resgate envolvendo um acidente familiar naquele mesmo local. É na pressão de saírem do bosque que os relatos se tornam cada vez mais trágicos, e a esperança de escaparem dali se esvai a cada história relatada.
Labirinto de escombros é um romance que traz para o centro da narrativa uma estrutura que mescla o passado de um resgate trágico com o presente que discute o impacto das histórias na vida do indivíduo. Trazendo no título a metáfora do labirinto, a obra tematiza Histórias dentro de histórias, onde cada novo evento se mescla com o anterior e cria uma pilha de escombros em forma de memória. A metalinguagem está presente tanto nos diálogos dos personagens como na estrutura em si. 
Entrecruzam-se, portanto, a narrativa no presente (busca pela saída) e no passado (relatos e flashbacks). E não podia faltar a influência que a cultura alagoana exerce na cosmovisão do autor - os totens que dividem a geografia do bosque são baseados no Auto de Guerreiros; e a misteriosa ave que tanto o personagem busca, e cuja importância torna-se cada vez maior ao longo da narrativa, transforma-se naquilo que carregamos como seres humanos para além das fronteiras